# 後霍恩湖

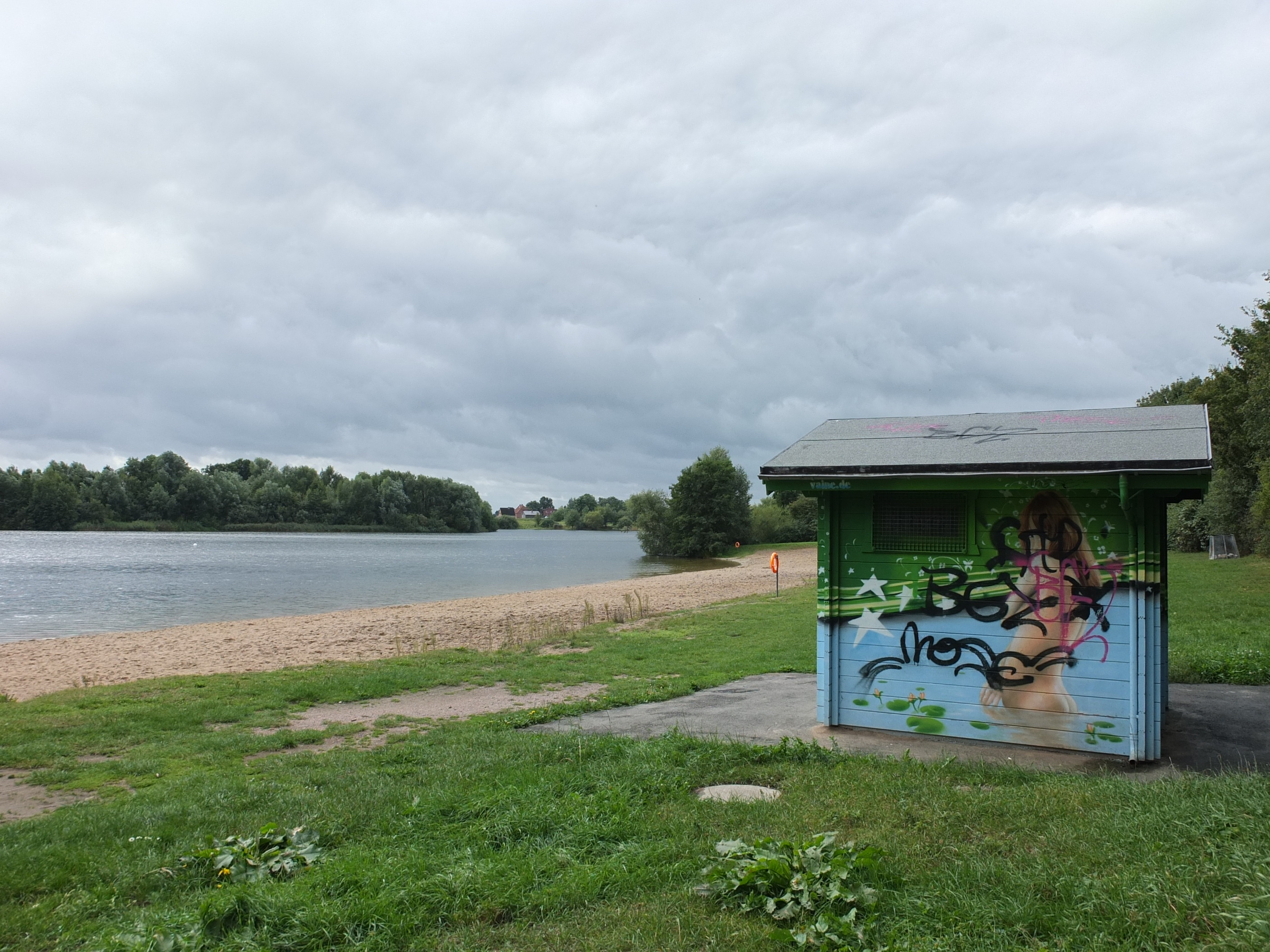

53°28′21.896″N 10°9′18.605″E / 53.47274889°N 10.15516806°E
後霍恩湖（德語：See Hinterm Horn），是德國的湖泊，由漢堡負責管轄，長0.5公里、寬0.2公里，面積0.1平方公里，最大水深16米，該湖泊地區以前生長礫石，湖水主要來自地下水。